# Rubén Ramírez (football)
Pour les articles homonymes, voir Rubén Ramírez et Ramírez.
Rubén Ramírez (né le 17 octobre 1982 à Santa Fe en Argentine) est un joueur de football argentin, qui évolue au poste d'attaquant.

## Biographie
Rubén Ramírez joue plus de 200 matchs en première division argentine.
Il dispute également 16 matchs en Copa Libertadores, inscrivant six buts, et 12 matchs en Copa Sudamericana, sans inscrire de but.

## Palmarès
| Tiro Federal - Championnat d'Argentine D2 (1) : - Champion : 2004 (Ouverture). - Meilleur buteur : 2004 (Ouverture) (12 buts). |  | Godoy Cruz - Championnat d'Argentine : - Meilleur buteur : 2011 (Ouverture) (12 buts). |